# Michael McNulty
Michael Robert McNulty, född 16 september 1947 i Troy, New York, är en amerikansk demokratisk politiker. Han var ledamot av USA:s representanthus 1989-2009.
McNulty utexaminerades 1969 från College of the Holy Cross. Han studerade sedan vidare vid Hill School of Insurance. Han var borgmästare i Green Island 1977-1983.
Kongressledamoten Samuel S. Stratton kandiderade inte till omval i kongressvalet 1988. McNulty vann valet och efterträdde Stratton i representanthuset i januari 1989. Han efterträddes 2009 som kongressledamot av Paul Tonko.